# Польша на «Евровидении-1996»
Польша участвовала в сорок первом выпуске телевизионного конкурса Евровидение-1996, который проводился 18 мая в Спектруме Осло, Норвегия. На тот момент это было третье участие страны на Евровидение. Польшу представляла поп-рок-певица Кася Ковальска с песней Chcę znać swój grzech ("Хочу узнать свой грех"), написанной ею в соавторстве с композитором Робертом Амиряном. Композиция вошла в альбом Ковальской Pełna Obaw 1998 года как бонус-трек. По итогам голосования она заняла 15-е место из 23, набрав 31 очко. Этот результат позволил Польше принять участие на Евровидение-1997. Поэтому, Chcę znać swój grzech стала предшественницей польской заявки на конкурс 1997 года Ale jestem в исполнении Анны-Марии Йопек. Конкурс был показан на канале TVP 1 с комментариями Дороты Осман. Глашатаем, объявлявшим очки польского жюри, был Ян Хойнацкий.

## Предыстория
К моменту участия на конкурсе 1996 года Польша дважды принимала участие на Евровидение. Изначально Польское телевидение планировало подать заявку на участие ещё в 1993 году, но по финансовым причинам вещатель отказался от этой затеи. В 1994 году Польша официально дебютировала в конкурсе и заняла второе место с песней To nie ja! в исполнении Эдиты Гурняк, тем самым, зафиксировав свой лучший результат в истории Евровидения. В 1995 году композиция Sama в исполнении Юстины Стечковской заняла лишь 18-е место, тем самым, зафиксировав худший результат Польши.

## До «Евровидения»

### Внутренний отбор
Польское телевидение (TVP) отвечает за организацию отбора и выбор польской заявки на Евровидение. Для предыдущих двух выступлений TVP выбирало и артиста, и песню путём внутреннего отбора. Данный метод был использован и для выбора заявки на конкурс 1996 года.
В начале 1996 года TVP объявило, что певица Кася Ковальска будет представлять Польшу в Осло с песней Chcę znać swój grzech. До этого момента Ковальска была известна как победительница Международного фестиваля песни в Сопоте 1995 года, а её песни Jak rzecz и A to co mam имели успех у польской публики. Ковальска также успела выпустить два альбома, студийный и концертный. Поэтому именно её кандидатура была основной для поездки в Осло. Ковальска записала также англоязычную версию Chcę znać swój grzech под названием Why should I... с целью популяризации себя на международном рынке.

### Аудиоквалификация
В начале 1996 года было анонсировано, что Европейским вещательным союзом введено новое правило о квалификации стран-участниц. Все желающие принять участие на Евровидение-1996 должны были разослать через членов жюри аудиокассеты с записанными песнями. Всего поступило 29 кассет, а жюри должно было определить 22 из них на участие в финальном концерте в Осло. От рассылки своей заявки была освобождена Норвегия, как принимающая Евровидение-1996 страна. Данный аудиоотбор проходил 20-21 марта 1996 года и не имел трансляции по радио и/или ТВ. По итогам прослушивания Польша заняла 15-е место в отборе, набрав 42 очка, что позволило им принять участие в конкурсе. 12 очков польское жюри по итогам прослушивания присудило Швеции. Польша во время аудиоквалификации не поставила России ни одного балла. Россия присудила Польше 10 баллов по итогам аудиоквалификации.

## На «Евровидении»
После того, как был опубликован окончательный список из 23 стран-участниц, была проведена жеребьёвка, распределившая порядок их выступлений. Кася Ковальска выступала под номером 20, между Исландией и Боснией и Герцеговиной. По итогам голосования она заняла 15-е место из 23, набрав 31 очко. Хотя польская заявка не пользовалась большим успехом у публики, она смогла задать в ближайшем будущем новый тренд на Евровидении в виде взволнованных фортепьянных баллад с лёгким оттенком драматизма. 12 очков польское жюри присудило Ирландии. Дирижёром оркестра во время исполнения польской заявки был Веслав Перегорулька.

### Голосование

#### Аудиоквалификационный раунд
| Очки      | Страна                    |
| --------- | ------------------------- |
| 12 баллов |                           |
| 10 баллов | - Германия - Россия       |
| 8 баллов  | - Нидерланды              |
| 7 баллов  | - Австрия                 |
| 6 баллов  |                           |
| 5 баллов  |                           |
| 4 балла   |                           |
| 3 балла   | - Эстония                 |
| 2 балла   | - Словакия                |
| 1 балл    | - Великобритания - Греция |

| Очки      | Страна         |
| --------- | -------------- |
| 12 баллов | Швеция         |
| 10 баллов | Ирландия       |
| 8 баллов  | Турция         |
| 7 баллов  | Мальта         |
| 6 баллов  | Франция        |
| 5 баллов  | Эстония        |
| 4 балла   | Бельгия        |
| 3 балла   | Швейцария      |
| 2 балла   | Австрия        |
| 1 балл    | Великобритания |

#### Финал
| Очки      | Страна                                   |
| --------- | ---------------------------------------- |
| 12 баллов |                                          |
| 10 баллов |                                          |
| 8 баллов  |                                          |
| 7 баллов  | - Босния и Герцеговина - Греция - Турция |
| 6 баллов  |                                          |
| 5 баллов  |                                          |
| 4 балла   | - Австрия - Кипр                         |
| 3 балла   |                                          |
| 2 балла   | - Словакия                               |
| 1 балл    |                                          |

| Очки      | Страна     |
| --------- | ---------- |
| 12 баллов | Ирландия   |
| 10 баллов | Эстония    |
| 8 баллов  | Австрия    |
| 7 баллов  | Нидерланды |
| 6 баллов  | Мальта     |
| 5 баллов  | Словакия   |
| 4 балла   | Норвегия   |
| 3 балла   | Исландия   |
| 2 балла   | Хорватия   |
| 1 балл    | Греция     |